# 2816 Pien
A 2816 Pien (ideiglenes jelöléssel 1982 SO) a Naprendszer kisbolygóövében található aszteroida. Edward L. G. Bowell fedezte fel 1982. szeptember 22-én.